# Râle de Rouget
Rougetius rougetii
Genre
Espèce
Statut de conservation UICN

 NT  : Quasi menacé
Le Râle de Rouget (Rougetius rougetii) est une espèce d'oiseaux de la famille des Rallidae, la seule du genre Rougetius.

## Nomenclature
Son nom est dédié au physicien, collecteur et explorateur en Abyssinie (1839-1841) Jules Rouget.

## Répartition
Cet oiseau fréquente les hauts plateaux abyssins.

## Alimentation
Il se nourrit de graines, d'insectes aquatiques, de crustacés, de petits escargots et de vers de terre.